# 恆星命名

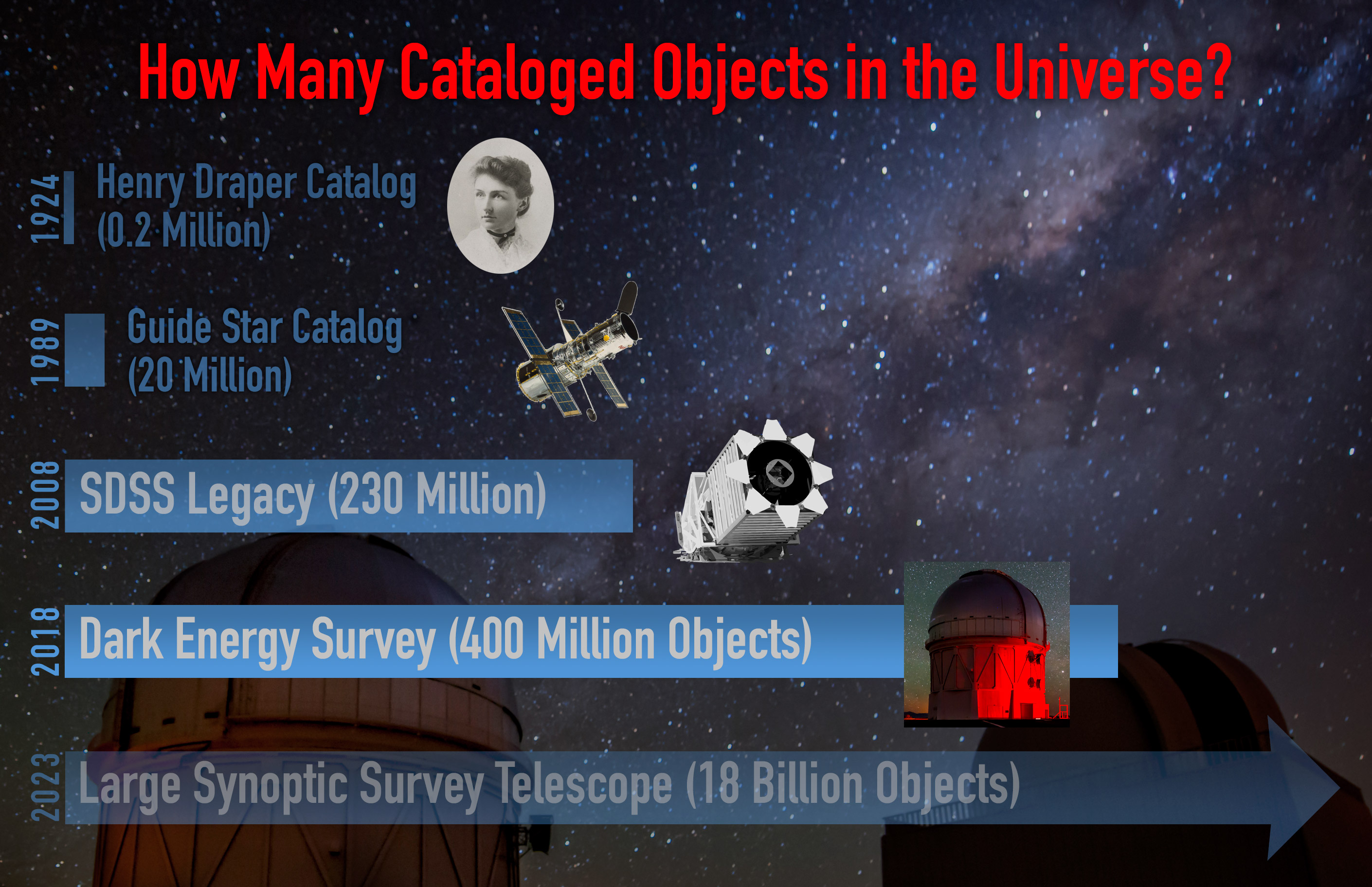
宇宙中越來越多的物體被編入目錄的趨勢

國際天文聯合會（IAU）是國際上認可唯一能為恆星和各類天體分配與指定名稱的機構。在IAU成立之前，已經有許多恆星的名字被使用，其他的名字，主要是變星（包括新星、超新星）則一直在增加，但是多數的恆星在被提到時還是沒有名字，只會用星表中的编号來稱呼。

## 固有名稱
大多數肉眼可見明亮的恆星都有傳統的名稱，有許多都源自阿拉伯語，但也有少數源自拉丁文的。參考恆星專有名稱，其中列出了一部分的名稱。
但是這些名稱，無論中外都仍然有些問題存在：
- 拼字法通常沒有標準化：仙女座γ的拼法就有Almach、Almaach、Almack、Alamak。
- 許多恆星有一個以上常用的名字：英仙座α有Mirfak、Algenib、Alcheb等不同的名稱；船帆座γ稱為Regor或Suhail al Muhlif；大熊座η稱為Alkaid或Benetnasch；北冕座α稱為Gemma或Alphecca；仙女座α稱為Alpheratz或Sirrah。
- 由於古老的星表不夠精確，有些星不能確定屬於哪個星座。因此有些名字不知道是哪顆星的。例如：Alniyat和Chara。
- 有些在不同星座的恆星有著相同的名字。例如：Algenib可以是英仙座α和飛馬座γ；Gienah出現在天鵝座與烏鴉座；Alnair是天鶴座α也是人馬座ζ。

實際上，這些傳統的名稱通常只有最亮的幾顆恆星被保留著繼續使用，像天狼星（Sirius）、大角星（Arcturus）、織女星（Vega）等等。還有一些則是一般人比較有興趣的恆星，像是大陵五（Algol）、北極星（Polaris）、蒭藁增二（Mira）。其餘明亮的星主要採用拜耳命名法的名稱。
除了傳統的名稱之外，還有少部分的名稱來自英文。像是巴納德星（Barnard's star），雖然是肉眼看不見的暗星，卻因自行量大而廣為人知（參見以人名命名的恆星）。

## 拜耳字母
約翰·拜耳創建的亮星命名法則，在每一個星座中參考星等，與幾個命名的基本原則，用希臘字母的順序為亮星逐一编号，至今仍普遍被採用。詳見拜耳命名法。

## 佛氏星數
雖然拜耳以希臘字母命名的方法比較受歡迎，但約翰·佛蘭斯蒂德以數字和星座名稱結合的佛氏星數，也依然被廣泛採用。不過因為佛蘭斯蒂德居住在英國，只為大不列顛看得見的星星编号，因此偏向南邊，靠近南極圈的星星都沒有佛氏编号。詳見佛蘭斯蒂德命名法。

## 變星命名法
變星不使用拜耳命名法而另有一套特別的命名法則，以利於快速識別。詳見變星命名。

## 星表序號
在有些場合沒有適當的命名法可以使用，也可以使用星表的序號。有許多著名的星表中給予的恆星编号都會被用在區別恆星的目的上。詳見星表。

## 出售恆星的名字
有許多公司會以紀念的名義來掩蓋出售命名權的不正當目的。這些公司銷售的恆星名字不被天文學家或任何國際科學機構所承認。而且一顆恆星可能會由許多不同的公司出售名字，或由同一家公司多次出售給不同的人。

## 真有其人
極少數的恆星會以人名來命名，通常都是先以非正式的名稱出現與流傳，然後被認同而成為正式的名稱。